# 아이소뷰텐
아이소뷰텐(영어: isobutene)은 화학식이 (CH
3)
2C=CH
2인 탄화수소이다. 아이소뷰틸렌(영어: isobutylene), 2-메틸프로펜(영어: 2-methylpropene)이라고도 한다. 아이소뷰틸렌은 뷰틸렌의 4가지 이성질체 중 하나인 4탄소 분지형 알켄(올레핀)이다. 아이소뷰틸렌은 무색의 가연성 가스이며 상당한 산업적 가치가 있다.

## 같이 보기
- 뷰텐